# Pseudoclausia kuramensis
Pseudoclausia kuramensis är en korsblommig växtart som beskrevs av Pavel Nikolaevich Ovczinnikov och Sabir Junussovicz Junussov. Pseudoclausia kuramensis ingår i släktet Pseudoclausia och familjen korsblommiga växter. Inga underarter finns listade i Catalogue of Life.